# Pfarrkirche St. Veit in Defereggen

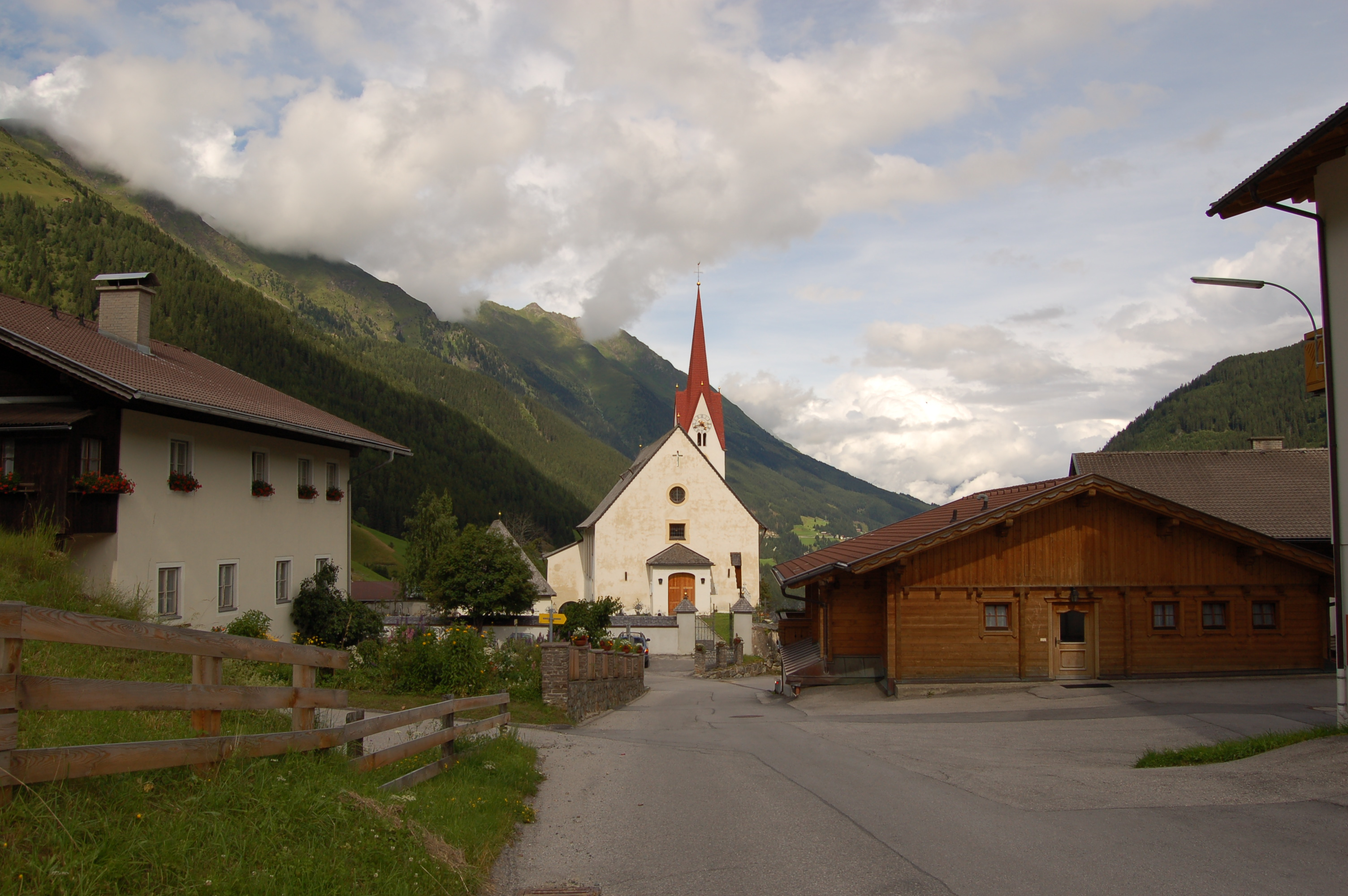
Katholische Pfarrkirche hl. Jakobus der Ältere in St. Veit in Defereggen

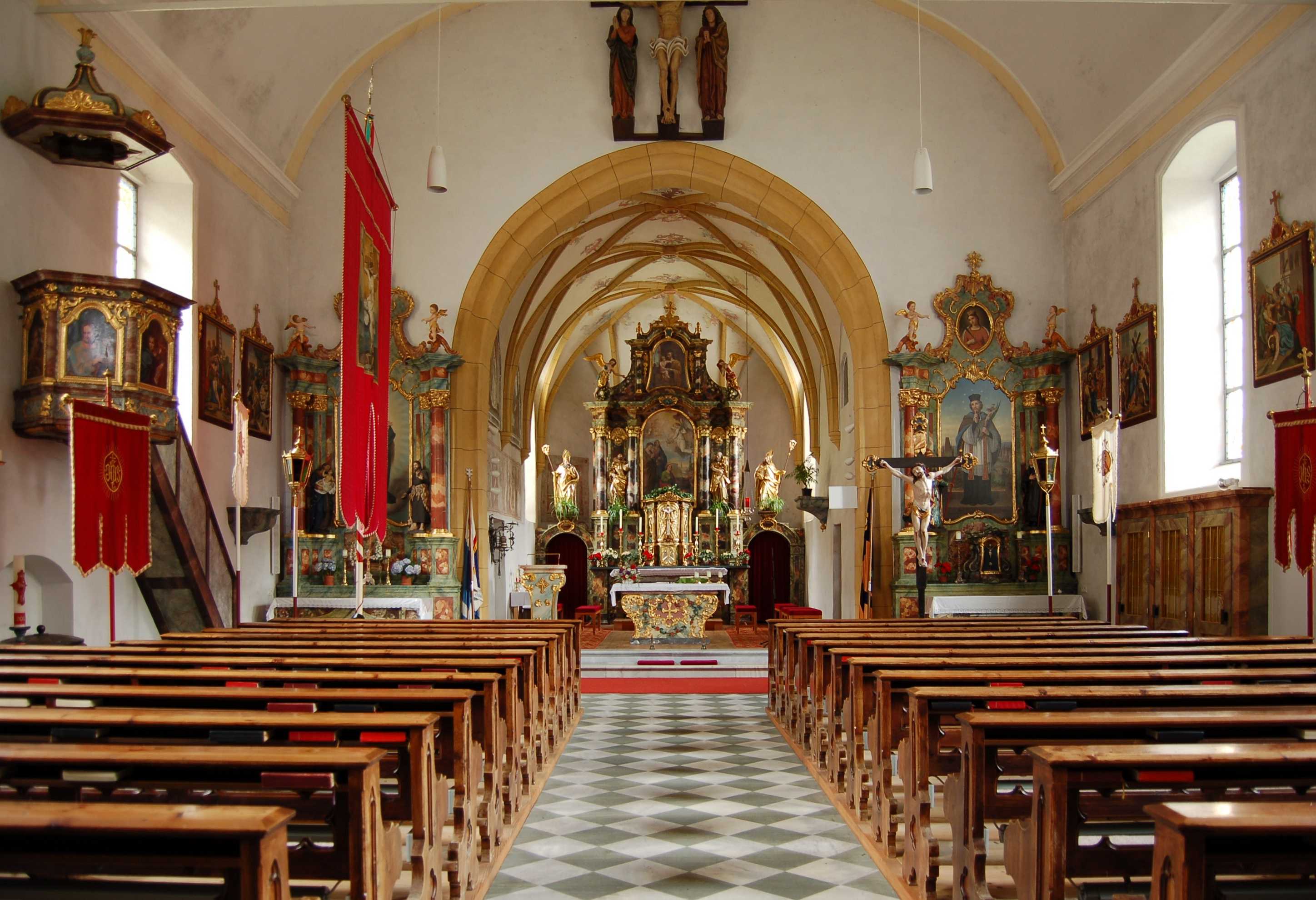
Langhaus, Blick zum Chor

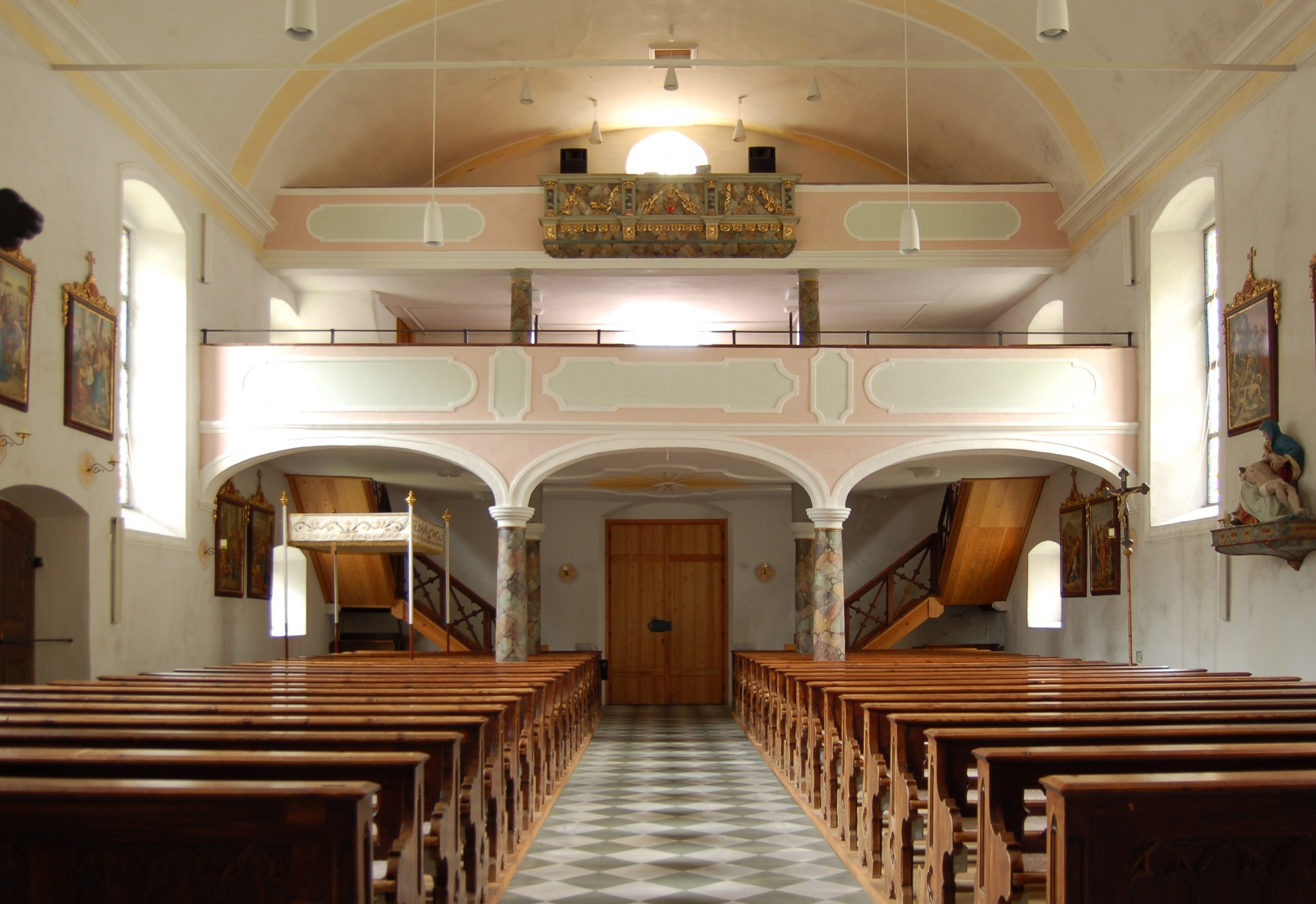
Langhaus, Blick zur Doppelempore

Die römisch-katholische Pfarrkirche St. Veit in Defereggen steht hoch über der Talsohle in St. Veit-Dorf in der Gemeinde St. Veit in Defereggen im Bezirk Lienz im Bundesland Tirol. Die dem Patrozinium hl. Veit unterstellte Pfarrkirche gehört zum Dekanat Matrei in Osttirol in der Diözese Innsbruck. Die Kirche steht unter Denkmalschutz (Listeneintrag).

## Geschichte
Urkundlich wurde 1313 ein Priester einer Kuratie genannt. 1891 wurde die Pfarre gegründet.
Der gotische Chor entstand um 1400. Das schlichte Langhaus wurde im Jahr 1730 von den Baumeistern Nikolaus Stramer und Gottfried Ortner erbaut.

## Architektur
Der Kirchenbau mit einem gotischen Chor und barocken Langhaus und einem Turm mit einem Spitzhelm wird von einem Friedhof mit einer Umfassungsmauer umgeben.
Die Kirche unter einem steilen Satteldach zeigt einen polygonal schließenden Chor mit einem gestuften Sockel, nordseitig mit dem Zugang zur darunterliegenden Gruftkapelle. Der im Kern aus dem 14. Jahrhundert stammende Turm steht südseitig am Chor, im Glockengeschoß und darüber hat er gekuppelte Spitzbogenfenster, er trägt einen achtseitigen Spitzhelm, an der Südwestecke mit 1730 bezeichnet. Das Langhaus hat einen Rundbogendurchgang im Untergeschoß, die Westfront hat einen durch Gebälk abgesetzten Dreieckgiebel auf Pilastern und zeigt die Figur Ecce Homo, es gibt einen neueren Portalvorbau. 
Das Kircheninnere zeigt als ältesten Teil die Gruftkapelle mit einem Tonnengewölbe mit Stichkappen aus dem 14. Jahrhundert. Das Langhaus zeigt sich als hallenartiger weiter Raum mit einem gedrückten Tonnengewölbe auf einem wenig vortretenden Gesims. Die Doppelempore steht auf Säulen. Der Triumphbogen ist spitzbogig und an der Langhaus gekehlt. Der eingezogene dreijochige niedrigere Chor mit einem Dreiachtelschluss hat ein Stichkappengewölbe auf Konsolen mit einer gemalten Rippenstruktur aus 1947, das gotische Spitzbogenfenster an der Stirnwand ist original erhalten, die übrigen Fenster wurden erweitert und haben einen Segmentbogenabschluss.
Es gibt gotische Wandmalereien in den Schildwänden des Chores mit Mariä Verkündigung und Geburt Christi aus dem 15. Jahrhundert und darunter auf Bandstreifen die Zwölf Apostel um 1400, und in der Nordostschräge des Chores eine schlecht erhaltene Darstellung mit einem hl. Bischof und weiteren Heiligen mit fürstlicher Kopfbedeckung, Palmzweig und Stab. Im untersten Geschoß des Turmes befindet sich die Wandmalerei hl. Hieronymus mit Löwen um 1400. Glasmalereien zeigen Ornamente und die Darstellungen Herz Jesu und Herz Mariens der Glasmalerei B. Strobl aus Brixen 1909.

## Einrichtung
Den Hochaltar schuf der Bildhauer Michael Erlsbacher 1812/1820, er hat auch einen Aufbau mit Säulen, Gebälkstücken, einen Aufsatz mit Voluten mit Engelsfiguren und Opfergangsportale, er zeigt die nazarenische Bilder der Heiligen Vitus, Modestus, Creszentia und im Aufzug hl. Josef welche 1882 aus der Kuranstalt Heindl hierher übertragen wurden, er trägt die barocken Figuren der Heiligen Petrus und Andreas sowie Rupert und Virgil, welche Johann Paterer und seiner Werkstatt um 1740 zugeschrieben wurden.
Die Orgel baute Alois Fuetsch 1908. Das Geläut hat eine kleine Glocke aus dem Ende des 13. Jahrhunderts mit Namen der Evangelisten und eine Glocke von Lukas Graßmayr gestiftet 1687 vom Salzburger Fürsterzbischof Max Gandolph mit reichem Figuren- und Ornamentschmuck sowie Wappen und Inschriften.

## Grabdenkmäler
- Beim westlichen Portalvorbau befindet sich eine Bronze-Gedenktafel zu Sebastian Rieger (Reimmichl), geschaffen vom Bildhauer Hans Wirtenberger 1961.